# Xamsiyya
La Xamsiyya fou una confraria mística originada en la khalwatiyya que va sorgir i es va desenvolupar a territori otomà després del segle xvi. El seu fundador fou Abu-l Thana Xams al-Din Àhmad ibn Abi l-Barakat Muhàmmad (nascut el 1520).